# Choking Victim
Choking Victim war eine maßgebliche Ska-/Punk-/Hardcore-Band aus New Yorks Lower Eastside in den 1990ern. Sie selbst definierten ihren Stil als „Crackrocksteady“, eine Anspielung auf den Rocksteady, der ihre Musik ebenfalls beeinflusste.

## Bandgeschichte
Choking Victim wurde etwa 1993 von Stza (Gesang, Gitarre), Sascha Dubrul (E-Bass) und John Dolan (Schlagzeug) gegründet. Der Name kommt von einem Schild, das an John’s Arbeitsplatz hing.
Nach lediglich drei Monaten und zwei Konzerten wurde John am Schlagzeug durch Skwert ersetzt, mit dem sie ein Jahr später ihr erstes Werk, die EP Crack Rock Steady aufnahmen.
Kurz darauf verließ Sascha die Band und diese nahm mit dem neuen Bassisten Alec Baillie ihre nächste Maxi Squatters Paradise auf.
Weitere Auftritte machten die Band für ihre innovative Musik und politischen Texte bekannt, aber auch wegen ihres (als Atheisten ironischen) satanistischen Auftretens und unsteten Lebenswandels (Rauchen von Crack, Ladendiebstahl und Hausbesetzungen).
Nach einer Reihe von weiteren Wechseln in der Band, nahmen sie 1999 (mit Ezra als 2. Gitarristen und Shayne am Bass) ihr erstes Album „No gods, no managers“ auf, nur um sich am ersten Tag der Aufnahme aufzulösen (allerdings schon mit genug Material, um die Platte zu veröffentlichen). Stza und Ezra gründeten später Leftöver Crack.
Am 11. November 2000 vereinte sich die Band (in der Besetzung von ihrem Album) für ein Konzert im Tompkins Square Park. 2005 gibt es vier Auftritte in der Originalbesetzung.
Am 11. Juni 2006 gab es ein weiteres Konzert, wieder in Lower East Side's Tompkins Square Park gefolgt von einer Tour durch die Dominikanische Republik.

## Diskografie

### Alben
- No gods, no managers (1999)
- Crack Rock Steady/Squatta's Paradise (2000)

### 7" EPs
- Crack Rock Steady (1995)
- Squatta's Paradise (1996)
- Victim come alive (1997)